# Via de' Cerretani

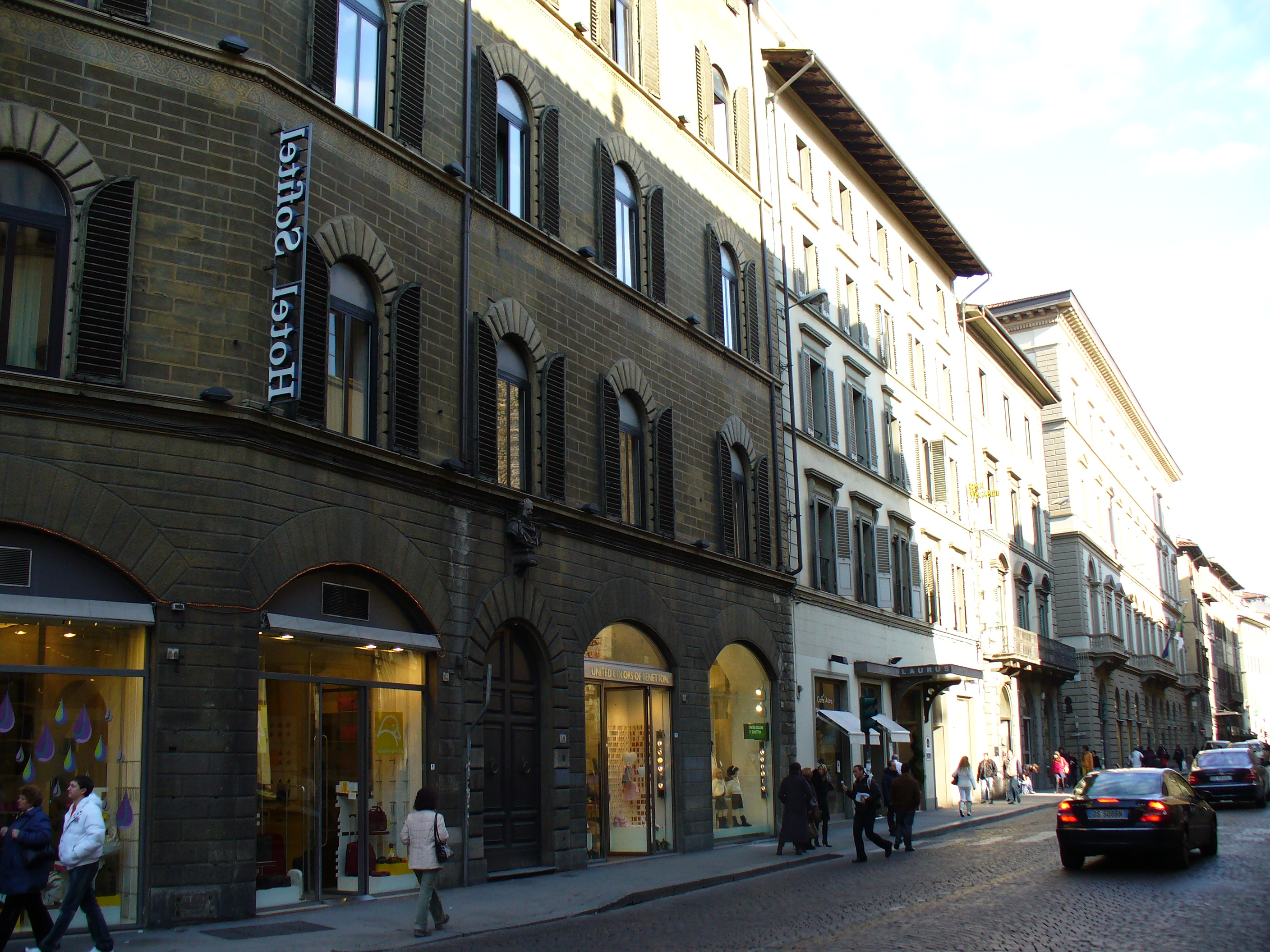
Via de' Cerretani

Via de' Cerretani si trova a Firenze, tra via Panzani e piazza San Giovanni.
La strada, tra le più trafficate del centro storico, è nel tragitto che va dalla stazione di Santa Maria Novella al Duomo. 

## Storia e descrizione
I Cerretani, da Cerreto Maggio, erano una famiglia possidente fiorentina che aveva il proprio palazzo nella vicina piazza dell'Unità italiana, ma che anche in questa strada aveva numerose case e torri. Oggi la strada ha un lato antico e uno ottocentesco, frutto dell'ampliamento durante il Risanamento. Anche Benito Mussolini vi passò con Adolf Hitler nella primavera del 1938, quando fecero visita alla città.
Partendo dalla piazza del Duomo, si incontra all'angolo sinistro il palazzo Arcivescovile, con lo stemma del cardinale Alessandro de' Medici, che venne ricostruito proprio in quel periodo per ingrandire la piazza davanti al Battistero. Su questo stesso lato, poco più avanti, all'angolo con piazza dell'Olio, si trova il trecentesco Palazzo Del Bembo, attribuito ad Arnolfo di Cambio con alcuni interventi quattrocenteschi forse di Brunelleschi.
La chiesa di Santa Maria Maggiore si trova a metà della strada; è tra le più antiche chiese fiorentine, ma il suo aspetto risale oggi al rifacimento gotico ed a manomissioni posteriori. Sulla via si trova il campanile mozzato, che al suo interno ha murata l'enigmatica testa detta della "Berta", all'origine di numerose leggende. Chiude questo tratto di strada il palazzo delle Cento Finestre, già Strozzi "al Centauro", perché nell'antistante Canto dei Carnesecchi si trovava un tempo la scultura di Ercole e il Centauro Nesso di Giambologna, oggi sotto la Loggia dei Lanzi.
Circa a quest'altezza, dal lato della strada verso San Lorenzo, c'era l'Oratorio della Compagnia religiosa dei Pizzicagnoli, legata dal 1345 alla “societas beati Bartolomei”  e di cui San Bartolomeo era il protettore
Sull'altro lato un po' tutti gli architetti ottocenteschi della città ebbero modo di "fare accademia". Per esempio Vincenzo Micheli ristrutturò completamente l'antico seminario voluto dall'arcivescovo Tommaso della Gherardesca e trasferito dal 1784 al Seminario Maggiore Arcivescovile in piazza del Cestello, in un sontuoso palazzo per la contessa russa Giulia Bobrinskoy (al numero 8). Sul palazzo Carnesecchi, arretrato e con la facciata ricostruita, si trova un busto di Cosimo I de' Medici con l'iscrizione Hic ames dici pater atque princeps. All'angolo con via del Giglio si trova un lato del palazzo Arrighetti-Gaddi.
Chiude il lato la Torre dei Marignolli, accanto a un'altra torre scapitozzata, un tempo a bada della porta al Vescovo nell'antica cerchia muraria.
Fino alla metà del secolo XIX si trovavano le case delle famiglie Cappelli e Carnesecchi. Quando Firenze venne eletta a nuova capitale del Regno d'Italia (1864-1870), nell'ambito dei progetti di modernizzazione, la storica via de' Cerretani fu interessata da un'opera di raddrizzamento e ampliamento che sacrificarono gli edifici collocati sulla parte destra, dove sorsero palazzi moderni di decoro che rispondevano alle esigenze della Firenze capitale. 
Negli anni trenta, per agevolare la comunicazione tra il Duomo e la nuova stazione centrale, furono abbattuti alcuni edifici su via de' Cerretani. A posto delle antiche case dei Cappelli e dei Carnesecchi sorsero edifici nuovi, eleganti ma senza grande rilevanza architettonica.
Nel 1955 "l'Operazione Strade", consistente nel rifacimento del manto stradale nel centro storico, che aveva cominciato a deteriorarsi a causa dell'aumento del traffico privato e dei passaggi degli autobus, comportò la soppressione dei binari della rete tranviaria di Firenze, che nel giro di tre anni fu completamente smantellata.

## Altre immagini

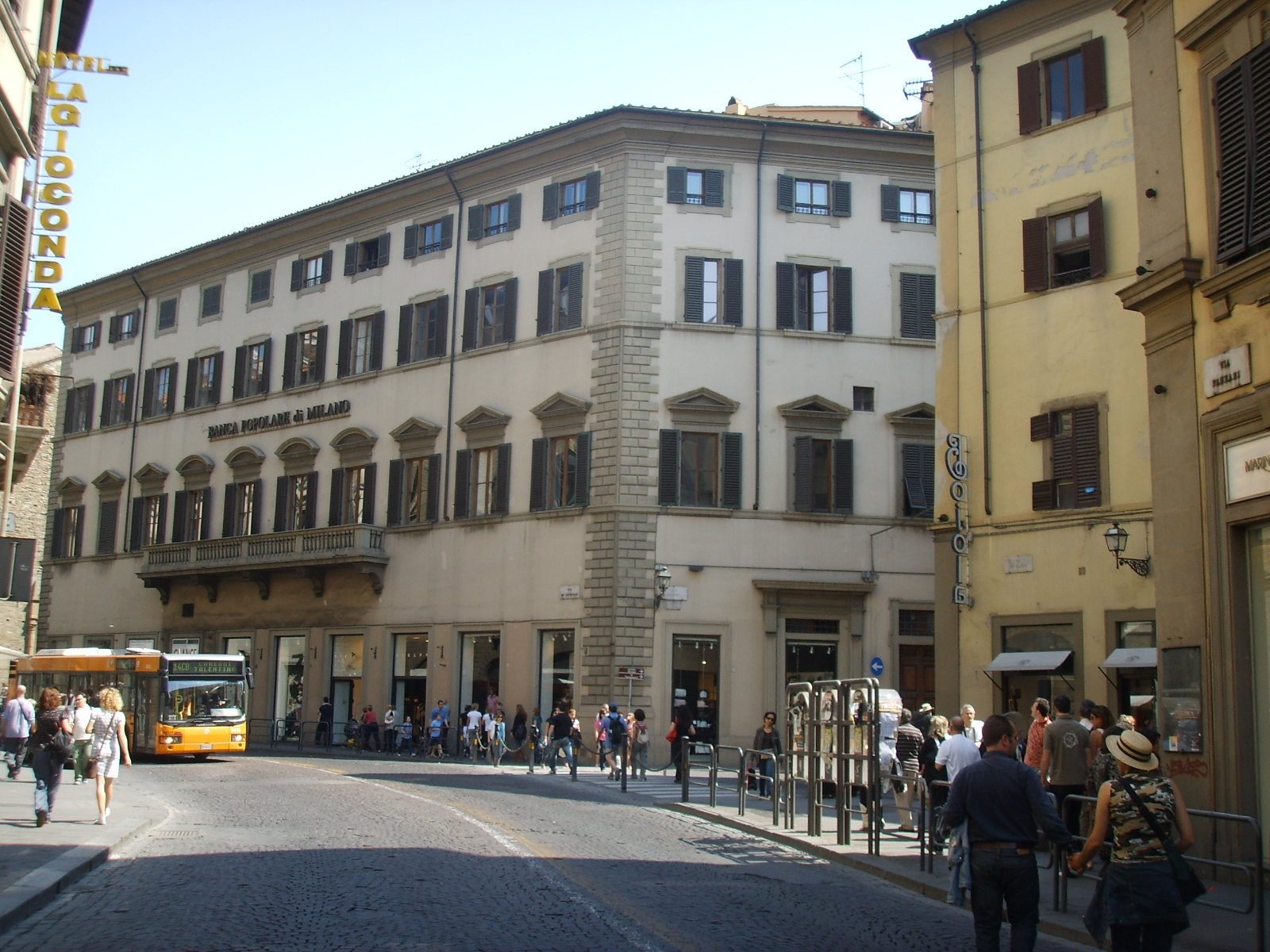
Il palazzo delle Cento Finestre
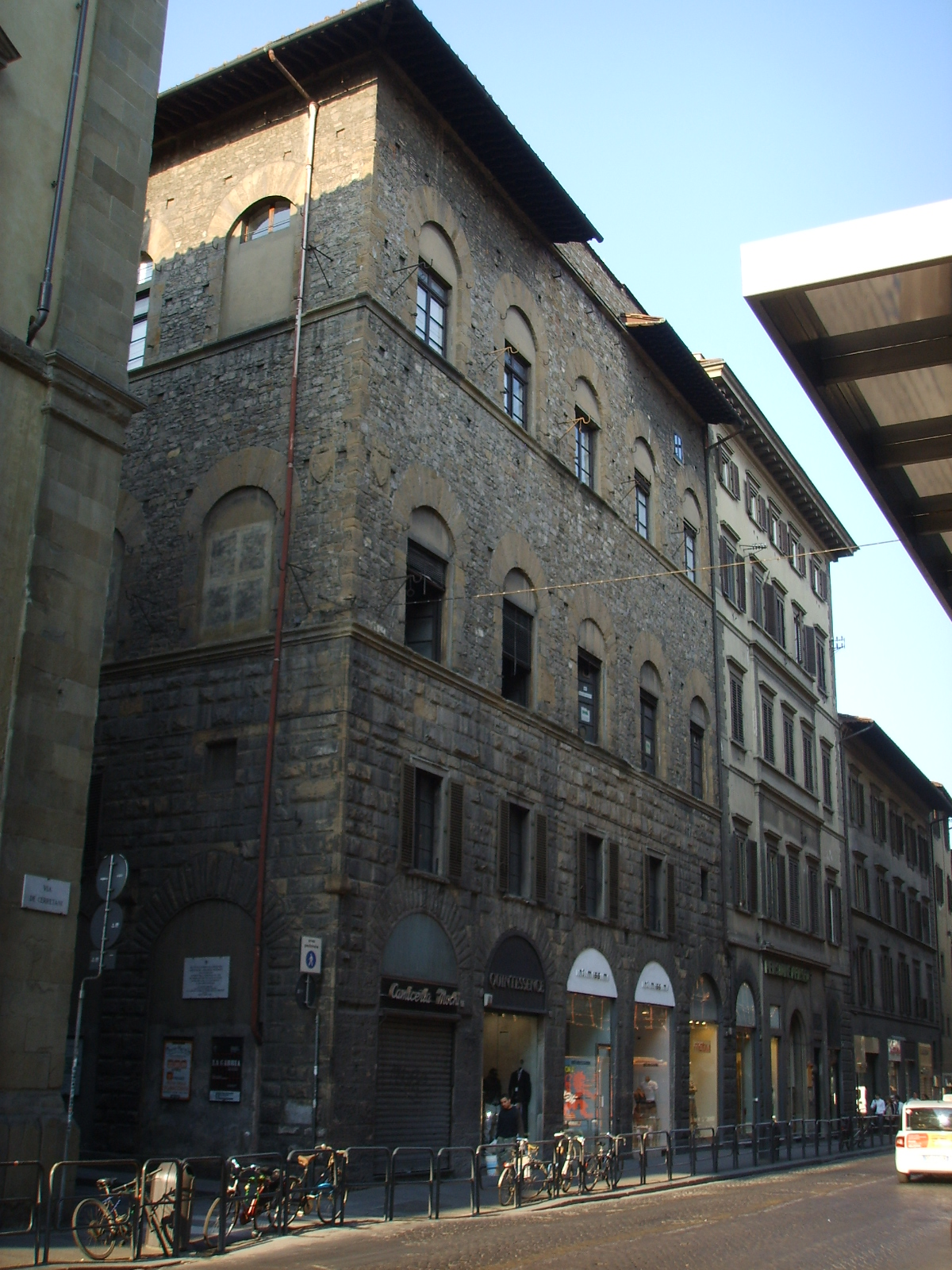
Palazzo Del Bembo
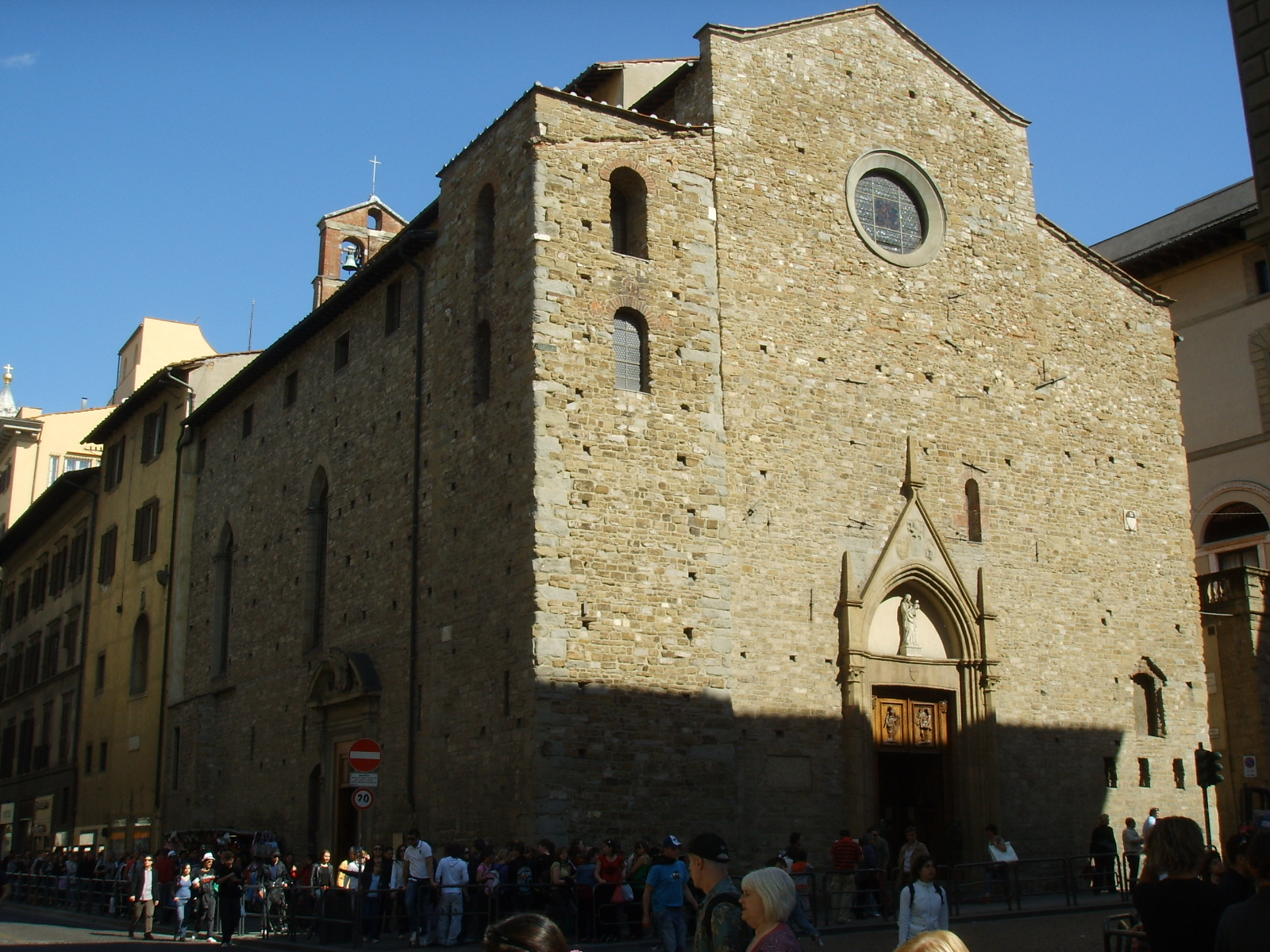
Santa Maria Maggiore
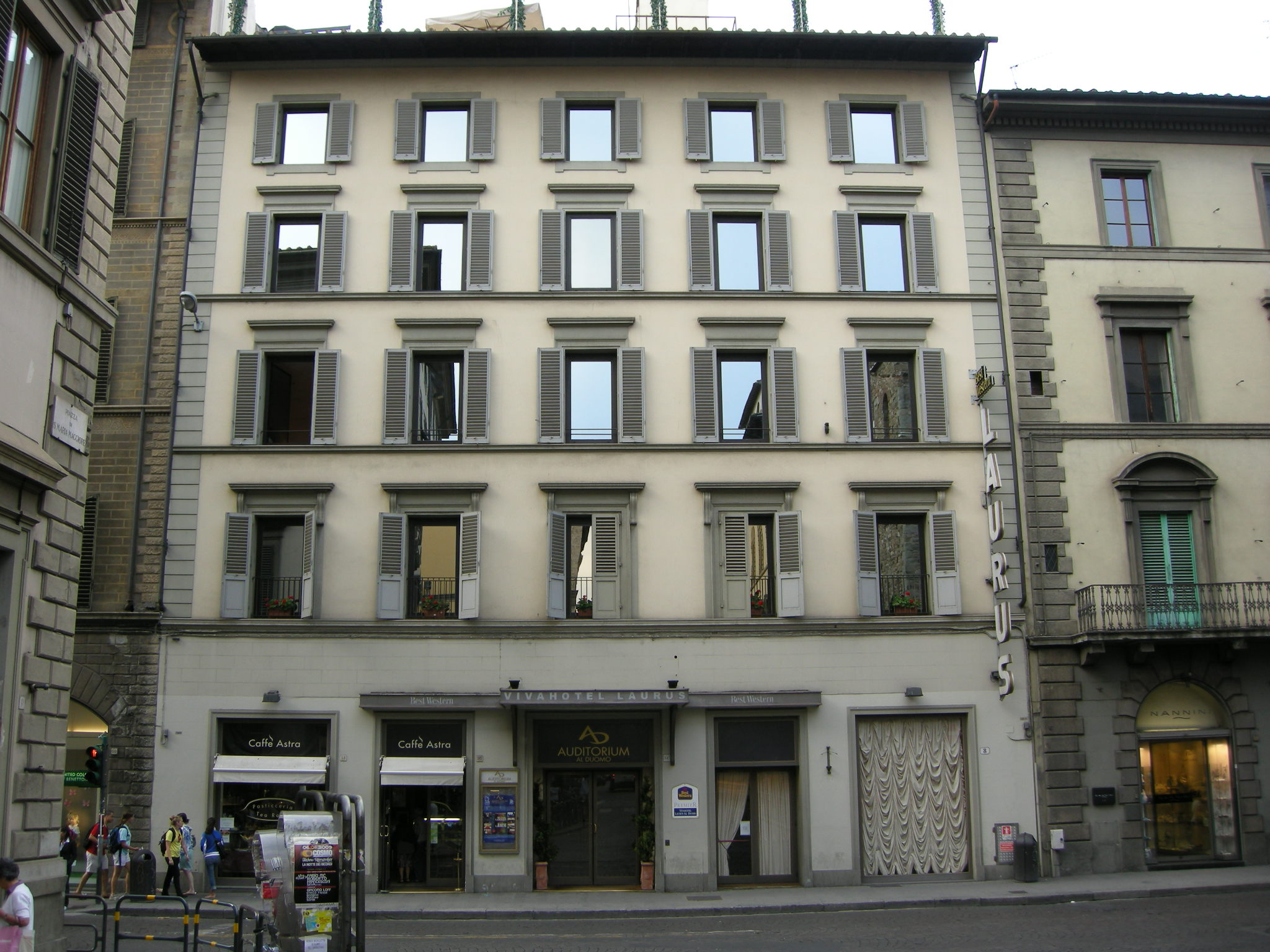
Teatro Auditorium al Duomo